# 11965 Catullus
11965 Catullus è un asteroide della fascia principale. Scoperto nel 1994, presenta un'orbita caratterizzata da un semiasse maggiore pari a 2,9063326 UA e da un'eccentricità di 0,2235014, inclinata di 11,01325° rispetto all'eclittica.
L'asteroide è dedicato al poeta romano Gaio Valerio Catullo.